# 오성환 (1895년)
오성환(吳成煥, 1895년 8월 26일 ~ 1964년 7월 15일)은 일제강점기 때의 독립 운동가로 고려혁명당을 세워 활동했다.
경기도 평택 출생으로 1919년 형평사를 창립해 대표적 사회개혁운동에 참여했으며 1924년 형평사 본부 이전 문제에서 서울이나 대전으로 옮기는 데에 찬성했다. 그리고 이에 따라 20명의 동지들과 함께 대전에서 대전회의를 열고 전라도, 경기도, 강원도, 평안도의 동지들을 모아 형평사혁신회를 발기하고 형평사 본부 이전을 결의했다.
1924년 3월 충남 천안에서 열린 형평사혁신회 창립총회에서 형평사 본부를 다시 서울로 옮길 것을 결의되어 장지필 등 4명과 함께 이전 준비위원장으로 선출되었으며 1924년 8월에 개최된 조선형평사 중앙총본부 임시대회에서는 조사부 상임위원으로 임명되어 서무부 백송계, 재무부 조귀용, 교육부 이이규, 사교부 이지영, 산업부 이학찬 위원 등과 함께 사회개혁운동에 앞장섰다.
1925년 4월 24일~4월 25일 서울 시천교당에서 있었던 전조선형평대회에서 이학인, 이춘봉, 이광수 등 20명과 함께 중앙집행위원으로 선출되었다. 그 후 만주로 망명해 정의부 원로 양기탁 등과 함께 고려혁명당을 조직해 무장항일투쟁에 참가했다가 1926년 12월 당원 16명과 함께 체포되어 1928년 4월 22일 신의주 지방법원에서 징역 4년을 언도받고 10월 10일 평양 복심법원에서 형이 확정되어 옥고를 치렀다.
1980년 건국포장, 1990년 건국훈장 애국장이 수여되었다.